# Гран-при Европы 1997 года
Гран-при Европы 1997 года — 17-й и заключительный этап чемпионата мира по автогонкам в классе Формула-1 сезона 1997 года прошёл на трассе в Хересе в Испании 26 октября.
Гонка запомнилась соперничеством между двумя претендентами на звание чемпиона мира Жаком Вильнёвом и Михаэлем Шумахером, которое закончилось скандальной аварией, а также совершенно фантастическими результатами квалификации.

## Ситуация перед гонкой
Перед началом гонки два гонщика претендовали на звание чемпиона мира. Это был Михаэль Шумахер с 78 очками и Жак Вильнёв, в активе которого было 77 очков.

## Квалификация
Квалификация стала шедевром Ф-1. Сразу три гонщика, боровшихся за «поул-позишн», показали абсолютно одинаковый результат: 1:21,072. В итоге места были распределены в соответствии с последовательностью, в которой были установлены результаты: Вильнёв, Шумахер, Френтцен.

## Гонка
На старте гонки Шумахер безоговорочно прошёл Вильнёва.
На 48-м круге Вильнёв, шедший вторым, предпринял атаку на лидирующего Шумахера. Ему почти удалось это сделать, когда Михаэль, резко вывернув руль в его сторону, врезался в него. Большинство очевидцев, в том числе, судьи FIA, согласились, что таран Михаэля был преднамеренным. В результате столкновения машина Шумахера вылетела с трассы и застряла в гравии, а Вильнёв вышел в лидеры. Впоследствии, стараясь не рисковать напрасно на последнем круге, Вильнёв пропустил вперёд машины Хаккинена и Култхарда.
Победу в Гран-при завоевал Мика Хаккинен, и эта победа стала первой победой Хаккинена в карьере. Второе место занял Дэвид Култхард, пропустивший Мику вперед за несколько кругов до финиша по команде из боксов. Третья позиция на подиуме Жака Вильнёва позволила ему получить чемпионский титул. Герхард Бергер, Эдди Ирвайн и Хайнц-Харальд Френтцен замкнули итоговую шестерку.
| Место | С  | №  | Гонщик                 | Команда           | Ш | Круги | Время/причина схода | О  |
| ----- | -- | -- | ---------------------- | ----------------- | - | ----- | ------------------- | -- |
| 1     | 5  | 9  | Мика Хаккинен          | McLaren-Mercedes  | G | 69    | 1:38:58,2           | 10 |
| 2     | 6  | 10 | Дэвид Култхард         | McLaren-Mercedes  | G | 69    | +1,654              | 6  |
| 3     | 1  | 3  | Жак Вильнёв            | Williams-Renault  | G | 69    | +1,803              | 4  |
| 4     | 8  | 8  | Герхард Бергер         | Benetton-Renault  | G | 69    | +1,919              | 3  |
| 5     | 7  | 6  | Эдди Ирвайн            | Ferrari           | G | 69    | +3,789              | 2  |
| 6     | 3  | 4  | Хайнц-Харальд Френтцен | Williams-Renault  | G | 69    | +4,537              | 1  |
| 7     | 9  | 14 | Оливье Панис           | Prost-Mugen-Honda | B | 69    | +1:07,145           |    |
| 8     | 14 | 16 | Джонни Херберт         | Sauber-Petronas   | G | 69    | +1:12,951           |    |
| 9     | 11 | 23 | Ян Магнуссен           | Stewart-Ford      | B | 69    | +1:17,487           |    |
| 10    | 15 | 15 | Синдзи Накано          | Prost-Mugen-Honda | B | 69    | +1:18,215           |    |
| 11    | 17 | 12 | Джанкарло Физикелла    | Jordan-Peugeot    | G | 68    | +1 круг             |    |
| 12    | 21 | 19 | Мика Сало              | Tyrrell-Ford      | G | 68    | +1 круг             |    |
| 13    | 10 | 7  | Жан Алези              | Benetton-Renault  | G | 68    | +1 круг             |    |
| 14    | 18 | 17 | Норберто Фонтана       | Sauber-Petronas   | G | 68    | +1 круг             |    |
| 15    | 20 | 21 | Тарсу Маркес           | Minardi-Hart      | B | 68    | +1 круг             |    |
| 16    | 22 | 18 | Йос Ферстаппен         | Tyrrell-Ford      | G | 68    | +1 круг             |    |
| 17    | 19 | 20 | Юкио Катаяма           | Minardi-Hart      | B | 68    | +1 круг             |    |
| Сход  | 2  | 5  | Михаэль Шумахер        | Ferrari           | G | 47    | Столкновение        |    |
| Сход  | 4  | 1  | Деймон Хилл            | Arrows-Yamaha     | B | 47    | Коробка передач     |    |
| Сход  | 16 | 11 | Ральф Шумахер          | Jordan-Peugeot    | G | 44    | Система охлаждения  |    |
| Сход  | 12 | 22 | Рубенс Баррикелло      | Stewart-Ford      | B | 30    | Коробка передач     |    |
| Сход  | 13 | 2  | Педру Динис            | Arrows-Yamaha     | B | 11    | Вылет               |    |

- Лучший круг: Хайнц-Харальд Френтцен 1:23,135
- Первая победа: Мика Хаккинен
- Последняя гонка в карьере для Герхарда Бергера, Норберто Фонтаны и Юкио Катаямы

## После гонки
Сразу после гонки на действия Михаэля был подан протест. Судьи FIA пришли к выводу, что таран на 48-м круге был преднамеренным. В качестве наказания Шумахера лишили второго места в чемпионате и всех очков, набранных в сезоне-1997. Очки в кубке конструкторов, а также места, занятые Михаэлем в гонках и вся его статистика не были затронуты.